# Даунс (Илиноис)
Даунс (енгл. Downs) град је у америчкој савезној држави Илиноис.

## Демографија
По попису из 2010. године број становника је 1.005, што је 229 (29,5%) становника више него 2000. године.
| Група             | 2000.       | 2010.       |
| Белци             | 756 (97,4%) | 951 (94,6%) |
| Афроамериканци    | 7 (0,9%)    | 17 (1,7%)   |
| Азијати           | 1 (0,1%)    | 7 (0,7%)    |
| Хиспаноамериканци | 7 (0,9%)    | 9 (0,9%)    |
| Укупно            | 776         | 1.005       |